# Рагули
Рагу́ли — село в составе Апанасенковского района (муниципального округа) Ставропольского края России.

## География
Село расположено в открытой равнинной местности.
Расстояние до краевого центра: 151 км.
Расстояние до районного центра: 40 км.

## История
Предание относит основание села Рагули к 1843 году, когда первые переселенцы поселились на свободных землях Астраханской губернии. Поселение официально числилось как «урочище Рагули в камышинских степях». Официальная дата основания села 4 июня 1861 года.
Образовалось оно у слияния двух речек: Рагули и Кучерла переселенцами из Тамбовской, Пензенской, Харьковской, Черниговской, Екатеринославской, Воронежской, Полтавской губерний и войска Донского. В 1861 году земли, на которых расположилось село, отошли к Ставропольской губернии, войдя в состав Медвеженской волости. В селе Рагули было учреждено сельское управление, в разное время относившееся к Петровской, Виноделенской и Дивенской волостям.
В 1880 году в Рагулях учредили самостоятельное волостное правление. Основным занятием населения было земледелие и скотоводство.
В 1918 году на Ставрополье начался процесс коллективизации, не получивший достаточного развития из-за гражданской войны. После окончательного установления советской власти в регионе стали создаваться коммуны и артели, организуемые бывшими красноармейцами. В 1924 году в селе Рагули образовалось сельскохозяйственное товарищество «Свой Труд». Начиная с 1931 года были созданы артели «Красный партизан», «Большевик», «2-я пятилетка» и «Путь Ленина».
В период Великой Отечественной войны несколько сотен местных жителей ушли на фронт. В селе был создан районный партизанский отряд «Сергей», действовавший на юго-востоке Ставропольского края.
С августа 1942 года по январь 1943 года населённый пункт был оккупирован гитлеровскими войсками. Обречённых на смерть пригоняли пешком из других сел района в село Дивное и здесь истребляли их. Так, партия несчастных из 120 человек была пригнана из села Рагули.
В 1951 году четыре артели села были объединены в колхоз «Путь Ленина», в 2002 году преобразованный СПК колхоз-племзавод «Путь Ленина».
В 1960-е годы село было полностью электрифицировано, на его территории построена школа на 300 мест.
На 1 марта 1966 года село было административным центром Рагулинского сельсовета Апанасенковского района Ставропольского края:8.
До 16 марта 2020 года село образовывало упразднённое сельское поселение село Рагули.

## Население
| 1883  | 1887  | 1897  | 1903  | 1911  | 1925  | 1926  | 1989  | 2002  |
| ----- | ----- | ----- | ----- | ----- | ----- | ----- | ----- | ----- |
| 3671  | ↗4332 | ↗5833 | ↗7155 | ↗7867 | ↘5743 | ↗5999 | ↘2685 | ↘2636 |
| 2010  | 2011  | 2012  | 2013  | 2014  | 2015  | 2016  | 2017  | 2018  |
| ↘2504 | ↘2496 | ↘2477 | ↘2440 | ↘2394 | ↘2358 | ↘2322 | ↘2310 | ↗2344 |
| 2019  | 2020  | 2021  |       |       |       |       |       |       |
| ↘2338 | ↘2310 | ↗2417 |       |       |       |       |       |       |

Национальный состав
По итогам переписи населения 2010 года проживали следующие национальности (национальности менее 1 %, см. в сноске к строке «Другие»):
| Национальность | Численность | Процент |
| -------------- | ----------- | ------- |
| Русские        | 2088        | 83,39   |
| Даргинцы       | 151         | 6,03    |
| Азербайджанцы  | 32          | 1,28    |
| Украинцы       | 32          | 1,28    |
| Другие         | 201         | 8,03    |
| Итого          | 2504        | 100,00  |

## Упразднённое сельское поселение село Рагули
Совет муниципального образования села Рагули
Состоит из 10 депутатов, избираемых на муниципальных выборах по одномандатным избирательным округам.
Председатели совета
- Буслов Иван Иванович

Администрация сельского поселения села Рагули
Главы администрации
- с 2004 года — Иван Петрович Середа, глава поселения
- с 22 апреля 2019 г. — Бурякова Ольга Николаевна, глава поселения[33]

## Инфраструктура
- Дом культуры[34]. Открыт 7 ноября 1970 года[35]
- Фельдшерско-акушерский пункт[36]
- Библиотека. Открыта 27 мая 1951 года[4]
- Отделение почтовой связи
- Отделение сберегательного банка
- Участковая ветеринарная лечебница
- Двор вольных казаков[37]

## Образование
- Детский сад № 6 «Ромашка»[38] (на 120 мест)
- Средняя общеобразовательная школа № 7[39] на 317 мест и филиал на 45 мест. Открыта 5 октября 1963 года[40]

## Экономика
- Колхоз-племзавод «Путь Ленина». Бюджетообразующее предприятие. Образован 1 июля 1951 года[4]
- На территории поселения расположены 17 предприятий, организаций и учреждений. Основой экономики является сельскохозяйственное производство
- На территории поселения расположено крестьянско-фермерское хозяйство «Куц А. Н.», которое занимается производством сельскохозяйственной продукции
- Торговое и бытовое обслуживание — 9 торговых точек Рагулинского сельпо, 4 частных магазина, 12 индивидуальных предпринимателей, частная парикмахерская, швейный цех
- Пекарня колхоза «Путь Ленина»
- Участок Апанасенковского «Межрайводоканала»
- Лесничество

## Религия
Русская православная церковь
- Храм Архангела Михаила[41]

## Люди, связанные с селом
- Лысенко Дмитрий Петрович (1925) - участник Великой Отечественной войны 1941-1945 гг., награждён орденом Славы III степени, двумя орденами Красной Звезды[42]
- Панасенко, Дмитрий Прокофьевич (1931) — старший чабан колхоза-племзавода «Путь Ленина», кавалер орденов Ленина и «Знак Почета»[4]
- Самотканов Иван Ильич (1925) - награждён двумя орденами Трудового Красного Знамени[42]

## Памятники
- Мемориал воинам, погибшим в годы гражданской и Великой Отечественной войн. Создан в 1975 году[43]